# Frank Connell
Frank Connell (* 19. Oktober 1909 in Hoboken, New Jersey; † 25. Juli 2002 in Columbia, South Carolina) war ein US-amerikanischer Radrennfahrer und Olympiateilnehmer.

## Sportlicher Werdegang
Frank Connell wuchs in New Jersey auf, wo er viele Jahre lang in Ridgewood lebte. Er war Mitglied des Century Road Club of America. 1925 gewann er im Alter von 15 Jahren die Straßenmeisterschaft der New Jersey Amateur Bicycle League of America (ABLA) und wurde im selben Jahr Dritter der nationalen Meisterschaft. Im Jahr 1930 stellte er zehn ABLA-Rekorde von zwei bis 20 Meilen ohne Schrittmacher auf. 
1932 startete Connell bei den Olympischen Spielen in Los Angeles. Im Straßenrennen belegte er Platz 17 und in der Mannschaftswertung gemeinsam mit Henry O’Brien, Otto Luedeke und John Sinibaldi Platz sechs. Nach den Spielen stellte er im selben Jahr im Velodrom von Coney Island zehn Rekorde hinter Schrittmachern auf und wurde Profi. Nach einem schweren Sturz musste er seine Laufbahn als Radsportler beenden.

## Berufliches
Bis 1996 betrieb Connell eine Tankstelle in Secaucus, New Jersey. Anschließend ließ er sich in Columbia, South Carolina, nieder, wo er bei einem Neffen lebte und 2002 im Alter von 92 Jahren starb. 

## Ehrungen
1997 wurde Connell wurde in die United States Bicycling Hall of Fame aufgenommen.